# Miguel Benincasa
Miguel Benincasa (1889) è stato un calciatore uruguaiano, di ruolo difensore.

## Carriera

### Club
Giocò sempre nel campionato uruguaiano.

### Nazionale
Con la propria Nazionale si laureò campione continentale nel 1916 e nel 1917, trionfando nelle prime due edizioni del Campeonato Sudamericano.

## Palmarès

### Nazionale
- Campeonato Sudamericano de Football: 2

Argentina 1916, Uruguay 1917